# Agastache rupestris
Espèce
Agastache rupestris, appelé communément Agastache rupestre, des rochers, anisée ou hysope argentée, est une espèce de plantes à fleurs de la famille des Lamiaceae. C'est une plante herbacée d'origine nord-américaine.

## Description
Agastache rupestris est une plante herbacée vivace érectile qui pousse jusqu'à une hauteur maximale de près de 1,2 mètre.
Elle a des tiges et des feuilles gris-vert. Les fleurs orange à bourgeons violets fleurissent du milieu de l'été jusqu'à l'automne et dégagent une odeur agréable.

## Répartition
Agastache rupestris est originaire de l'Amérique du Nord, du sud des États-Unis (Arizona, Nouveau-Mexique) et du nord du Mexique (Chihuahua).

## Usage
Agastache rupestris est populaire dans les jardins xérophiles en raison de sa tolérance à la chaleur et de sa capacité à se développer dans un sol sec et pauvre en nutriments, il est souvent planté dans des bacs ou en bordure et utilisé pour attirer les colibris américains.
Les feuilles peuvent être cuisinées.